# Alexander Bicks
Alexander Bicks (* 17. März 1901 in Russland; † 9. Mai 1963 in New York City) war ein US-amerikanischer Jurist. Nach seiner Berufung durch Präsident Dwight D. Eisenhower fungierte er von 1954 bis zu seinem Tod im Jahr 1963 als Bundesrichter am Bundesbezirksgericht für den südlichen Distrikt von New York.

## Werdegang
Der in Russland geborene Alexander Bicks siedelte mit seinen Eltern in die Vereinigten Staaten über und erhielt als Naturalized Citizen die US-Staatsbürgerschaft. Er besuchte die School of Law der New York University, an der er 1922 den Bachelor of Laws erwarb. Anschließend praktizierte er von 1924 bis 1954 als Rechtsanwalt in New York.
Am 6. April 1954 wurde Bicks durch Präsident Eisenhower als Nachfolger von Vincent L. Leibell zum Richter am United States District Court for the Southern District of New York ernannt. Nach der Bestätigung durch den US-Senat, die am 11. Mai desselben Jahres erfolgte, konnte er am Tag darauf sein Amt antreten. Alexander Bicks starb am 9. Mai 1963 im University Hospital in Manhattan und wurde auf dem Mt. Lebanon Cemetery in Queens beigesetzt. Sein Sitz fiel an Charles Henry Tenney.